# Diócesis de Rawson
La diócesis de Rawson es una circunscripción eclesiástica de la Iglesia católica en Argentina. Se trata de una diócesis latina, sufragánea de la arquidiócesis de Bahía Blanca. Desde el 19 de octubre de 2023 su obispo es Roberto Pío Álvarez.

## Territorio y organización
La diócesis tiene 95 606 km² y extiende su jurisdicción sobre los fieles católicos de rito latino residentes en la provincia del Chubut en los departamentos de: Biedma, Florentino Ameghino, Rawson, Gaiman, Gastre, Mártires y Telsen.
La sede de la diócesis se encontrará en la ciudad de Rawson, aunque en Trelew se halla la Catedral de María Auxiliadora. 
En 2023 en la diócesis existían 11 parroquias:
- María Auxiliadora, en Rawson

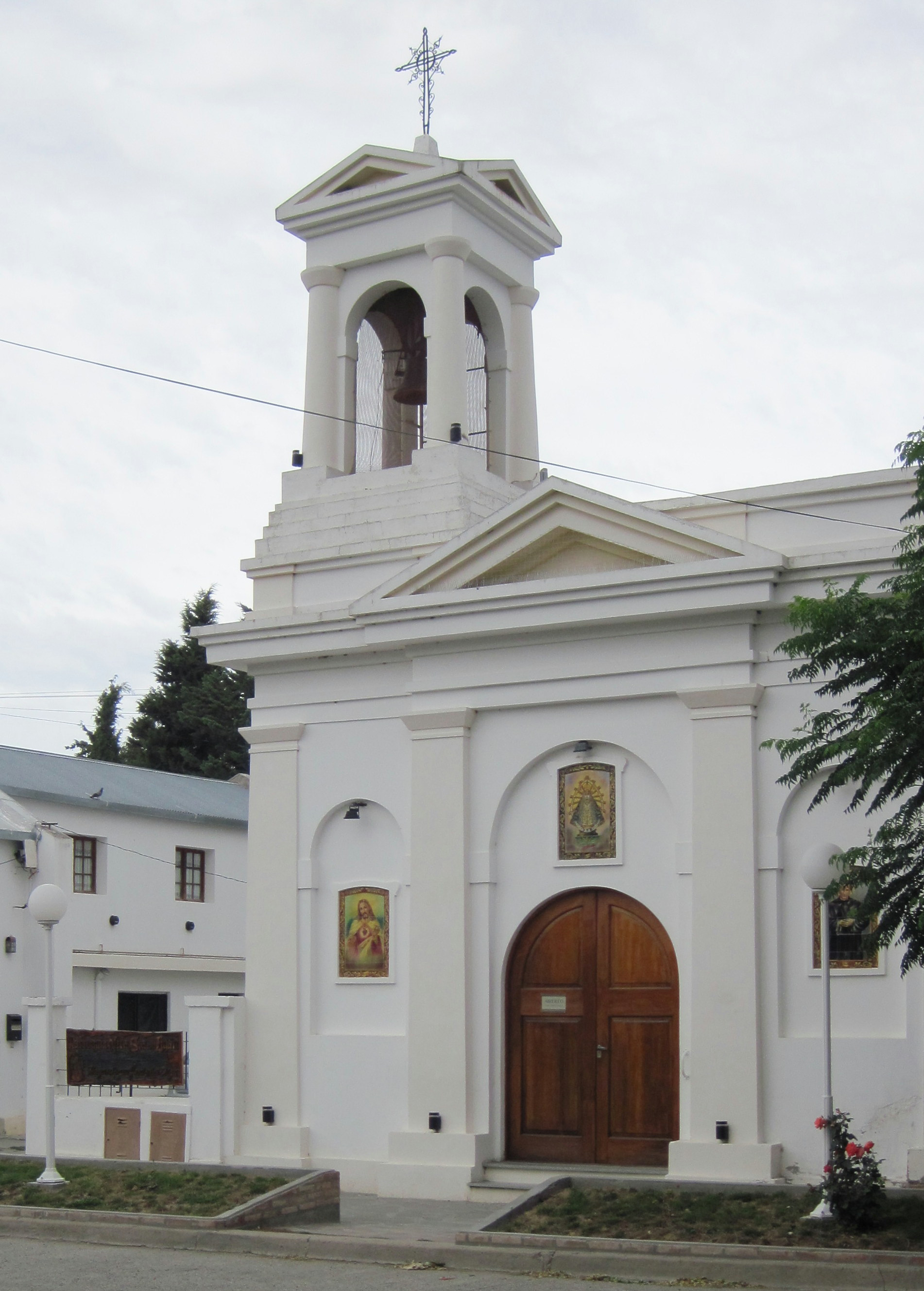
Iglesia en Gaiman

- Cristo Resucitado, en Puerto Madryn
- Sagrado Corazón de Jesús, en Puerto Madryn
- Sagrada Familia, en Puerto Madryn[3]
- San Cayetano, en Puerto Madryn
- María Auxiliadora, en Trelew
- Nuestra Señora de la Paz, en Trelew
- San Pedro y San Pablo, en Trelew
- Cuasiparroquia Nuestra Señora de Guadalupe, en Trelew[4]
- Nuestra Señora de Luján, en Gaiman[5]
- Cuasiparroquia Nuestra Señora de Luján, en Las Plumas[6]
- Nuestra Señora de la Paz, en Gan Gan

## Historia
La diócesis fue erigida el 19 de octubre de 2023 por el papa Francisco, tomando parte del territorio de la diócesis de Comodoro Rivadavia.

## Estadísticas
Según la noticia de erección, la diócesis tenía en 2023 un total de 162 173 fieles bautizados.
| Año                               | Población            | Población | Población      | Sacerdotes | Sacerdotes    | Sacerdotes    | Bautizados por sacerdote | Diáconos permanentes | Religiosos | Religiosos | Parroquias |
| Año                               | Bautizados católicos | Total     | % de católicos | Total      | Clero secular | Clero regular | Bautizados por sacerdote | Diáconos permanentes | Varones    | Mujeres    | Parroquias |
| --------------------------------- | -------------------- | --------- | -------------- | ---------- | ------------- | ------------- | ------------------------ | -------------------- | ---------- | ---------- | ---------- |
| 2023                              | 162 173              | 270 289   | 60.0           | 14         | 10            | 4             | 11 583                   | 10                   | 5          | 18         | 11         |
| Fuente: Boletín de la Santa Sede. |                      |           |                |            |               |               |                          |                      |            |            |            |

## Episcopologio
- Roberto Pío Álvarez, desde el 19 de octubre de 2023